# Pachyparnus talpoides
Pachyparnus talpoides är en skalbaggsart som först beskrevs av Waterhouse 1876.  Pachyparnus talpoides ingår i släktet Pachyparnus och familjen öronbaggar. Inga underarter finns listade i Catalogue of Life.